# ماروگامه، کاگاوا
ماروگامه در استان کاگاوا در کشور ژاپن  واقع شده‌است  که دارای جمعیت ۱۱۰٬۵۵۰ نفر و مساحت ۱۱۱٫۷۹ کیلومتر مربع با تراکم جمعیت ۹۸۹  نفر در کیلومترمربع است و در تاریخ ۴ ژانویه ۱۸۹۹ به عنوان شهر شناخته شد.